# Beran Selo
Beran Selo är en stadsdel i Berane i Montenegro. Den ligger i kommunen Berane, i den östra delen av landet. Beran Selo ligger 687 meter över havet och antalet invånare är 1 483.
Terrängen runt Beran Selo är huvudsakligen kuperad, men åt sydväst är den bergig. Beran Selo ligger nere i en dal. Omgivningarna runt Beran Selo är främst tät bebyggd.